# Dickens Fellowship
La Dickens Fellowship (Compagnia Dickens), fondata nel 1902, è un'associazione internazionale che comprende persone di diverse classi sociali che condividono l'interesse per la vita e le opere del celebre romanziere Charles Dickens. 
Il "quartier generale" è il Charles Dickens Museum, museo dedicato all'autore situato al numero 48 di Doughty Street, a Londra, che fu anche la sua casa del 1837 al 1839 e che nel 1923 fu salvata dalla demolizione dall'associazione stessa: tre membri della Dickens Fellowship acquistarono nel 1925 la proprietà della casa, sollevandone in tal modo l'ipoteca; in seguito, i membri della Fellowship organizzarono una raccolta di fondi a favore dell'acquisto di alcuni manufatti da esporre nel Museo, e fu istituito il Dickens House Trust (Trust della Casa di Dickens)  per gestire la casa come biblioteca e come museo.